# Алерак
Алерак (фр. Alairac) насеље је и општина у јужној Француској у региону Лангдок-Русијон, у департману Од која припада префектури Каркасон.
По подацима из 2004. године у општини је живело 1034 становника, а густина насељености је износила 63 становника/km². Општина се простире на површини од 16,37 km². Налази се на средњој надморској висини од 190 метара (максималној 422 m, а минималној 158 m).

## Демографија
| 1962. | 1968. | 1975. | 1982. | 1990. | 1999. | 2011. |
| ----- | ----- | ----- | ----- | ----- | ----- | ----- |
| 391   | 357   | 359   | 537   | 618   | 708   | 1.296 |

График промене броја становника у току последњих година